# لوك لويس
لوك لويس (بالإنجليزية: Luke Lewis)‏ هو لاعب دوري الرغبي أسترالي، ولد في 11 أغسطس 1983 في سيدني في أستراليا.

## روابط خارجية
- لوك لويس على موقع ItsRugby.co.uk (الإنجليزية)